# 文昌市
文昌市（ぶんしょう-し）は中華人民共和国海南省に位置する県級市。海南島の北東に位置する。農林水産業と観光が主な産業である。また文昌で使用される海南語は海南語の主要な方言を構成している。

## 地理
| 文昌 (1991−2020)の気候                    | 文昌 (1991−2020)の気候 | 文昌 (1991−2020)の気候 | 文昌 (1991−2020)の気候 | 文昌 (1991−2020)の気候 | 文昌 (1991−2020)の気候 | 文昌 (1991−2020)の気候 | 文昌 (1991−2020)の気候 | 文昌 (1991−2020)の気候 | 文昌 (1991−2020)の気候 | 文昌 (1991−2020)の気候 | 文昌 (1991−2020)の気候 | 文昌 (1991−2020)の気候 | 文昌 (1991−2020)の気候 |
| 月                                        | 1月                    | 2月                    | 3月                    | 4月                    | 5月                    | 6月                    | 7月                    | 8月                    | 9月                    | 10月                   | 11月                   | 12月                   | 年                     |
| ----------------------------------------- | ---------------------- | ---------------------- | ---------------------- | ---------------------- | ---------------------- | ---------------------- | ---------------------- | ---------------------- | ---------------------- | ---------------------- | ---------------------- | ---------------------- | ---------------------- |
| 最高気温記録 °C （°F）                    | 29.6 (85.3)            | 31.5 (88.7)            | 31.9 (89.4)            | 34.2 (93.6)            | 36.8 (98.2)            | 37.5 (99.5)            | 38.7 (101.7)           | 36.8 (98.2)            | 36.0 (96.8)            | 33.9 (93)              | 32.0 (89.6)            | 30.0 (86)              | 38.7 (101.7)           |
| 平均最高気温 °C （°F）                    | 22.5 (72.5)            | 23.7 (74.7)            | 26.4 (79.5)            | 29.3 (84.7)            | 31.8 (89.2)            | 32.7 (90.9)            | 32.8 (91)              | 32.6 (90.7)            | 31.5 (88.7)            | 29.4 (84.9)            | 26.7 (80.1)            | 23.4 (74.1)            | 28.57 (83.42)          |
| 日平均気温 °C （°F）                      | 18.7 (65.7)            | 20 (68)                | 22.8 (73)              | 25.6 (78.1)            | 27.7 (81.9)            | 28.7 (83.7)            | 28.6 (83.5)            | 28.1 (82.6)            | 27.2 (81)              | 25.4 (77.7)            | 23 (73)                | 19.8 (67.6)            | 24.63 (76.32)          |
| 平均最低気温 °C （°F）                    | 16 (61)                | 17.5 (63.5)            | 20.4 (68.7)            | 23.2 (73.8)            | 24.9 (76.8)            | 25.9 (78.6)            | 25.8 (78.4)            | 25.2 (77.4)            | 24.4 (75.9)            | 22.6 (72.7)            | 20.3 (68.5)            | 17.2 (63)              | 21.95 (71.52)          |
| 最低気温記録 °C （°F）                    | 4.3 (39.7)             | 6.7 (44.1)             | 6.4 (43.5)             | 14.8 (58.6)            | 15.1 (59.2)            | 19.7 (67.5)            | 21.0 (69.8)            | 21.6 (70.9)            | 18.3 (64.9)            | 13.0 (55.4)            | 9.0 (48.2)             | 4.2 (39.6)             | 4.2 (39.6)             |
| 降水量 mm （inch）                        | 36.4 (1.433)           | 46.4 (1.827)           | 56.4 (2.22)            | 107.5 (4.232)          | 220.1 (8.665)          | 168.6 (6.638)          | 209.9 (8.264)          | 303.4 (11.945)         | 354.2 (13.945)         | 333.3 (13.122)         | 78.9 (3.106)           | 60.1 (2.366)           | 1,975.2 (77.763)       |
| % 湿度                                    | 86                     | 87                     | 86                     | 85                     | 84                     | 84                     | 83                     | 85                     | 85                     | 83                     | 83                     | 84                     | 84.6                   |
| 出典：China Meteorological Administration |                        |                        |                        |                        |                        |                        |                        |                        |                        |                        |                        |                        |                        |

## 歴史

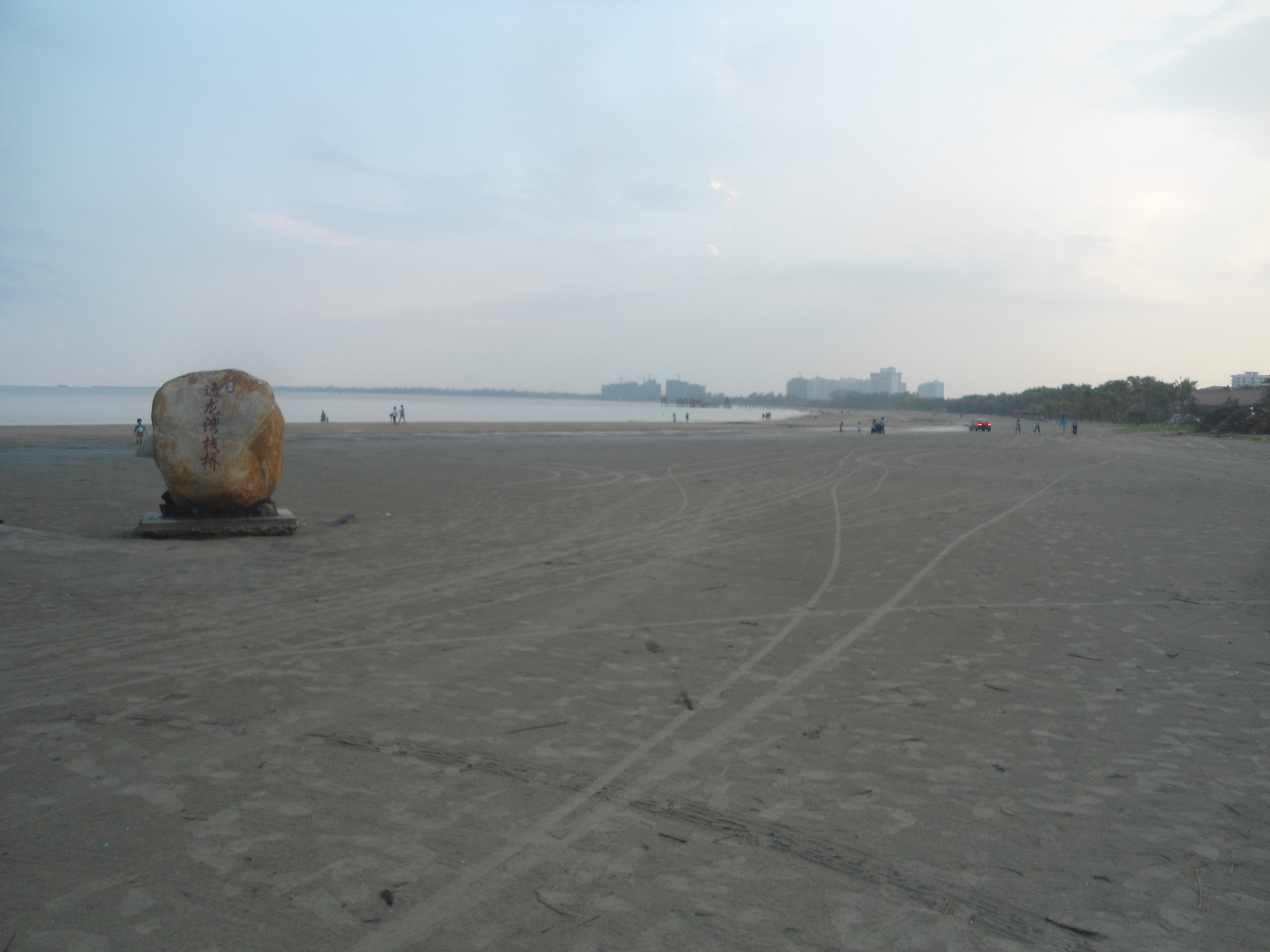
逸竜湾

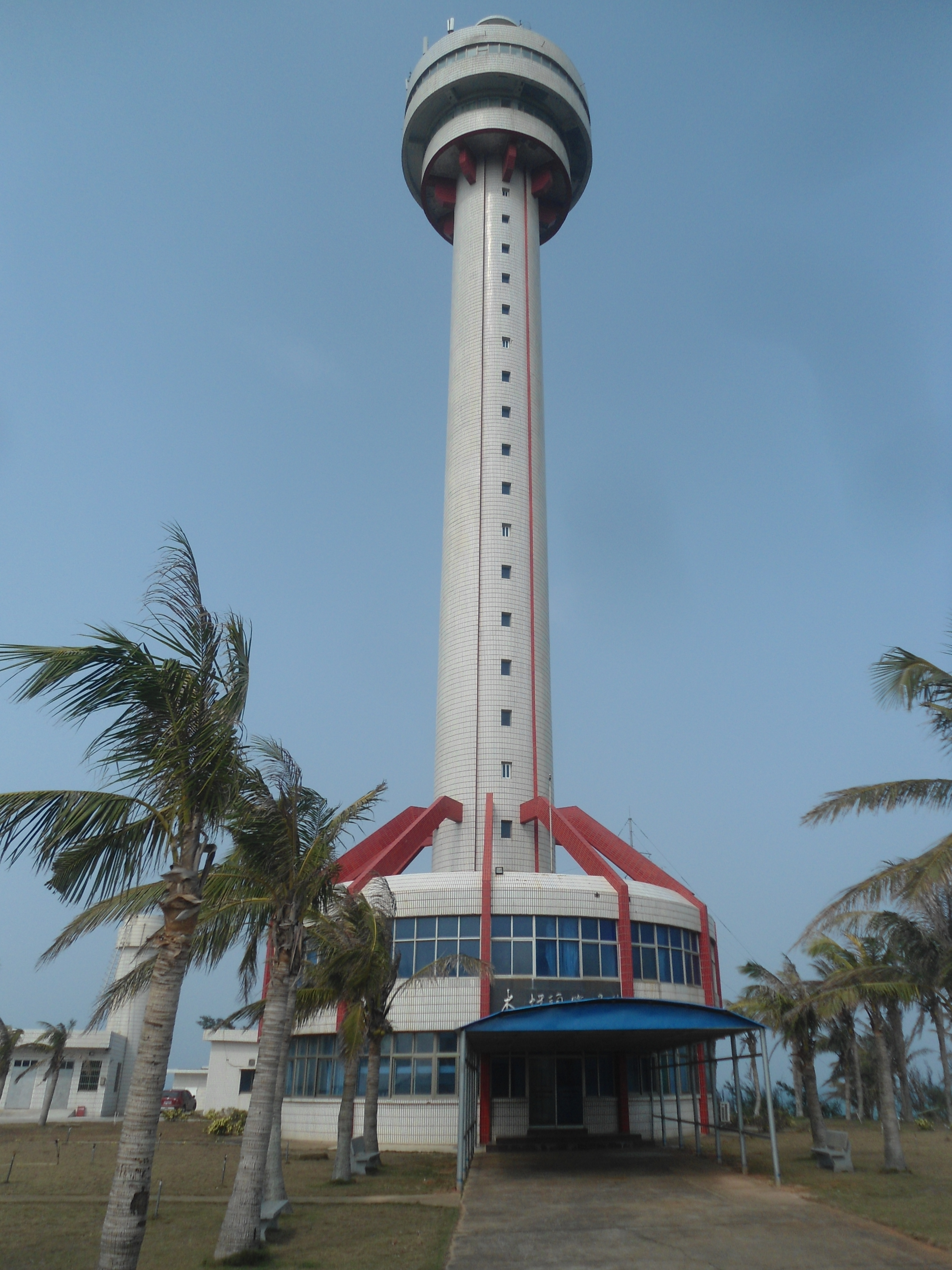
木欄頭灯台

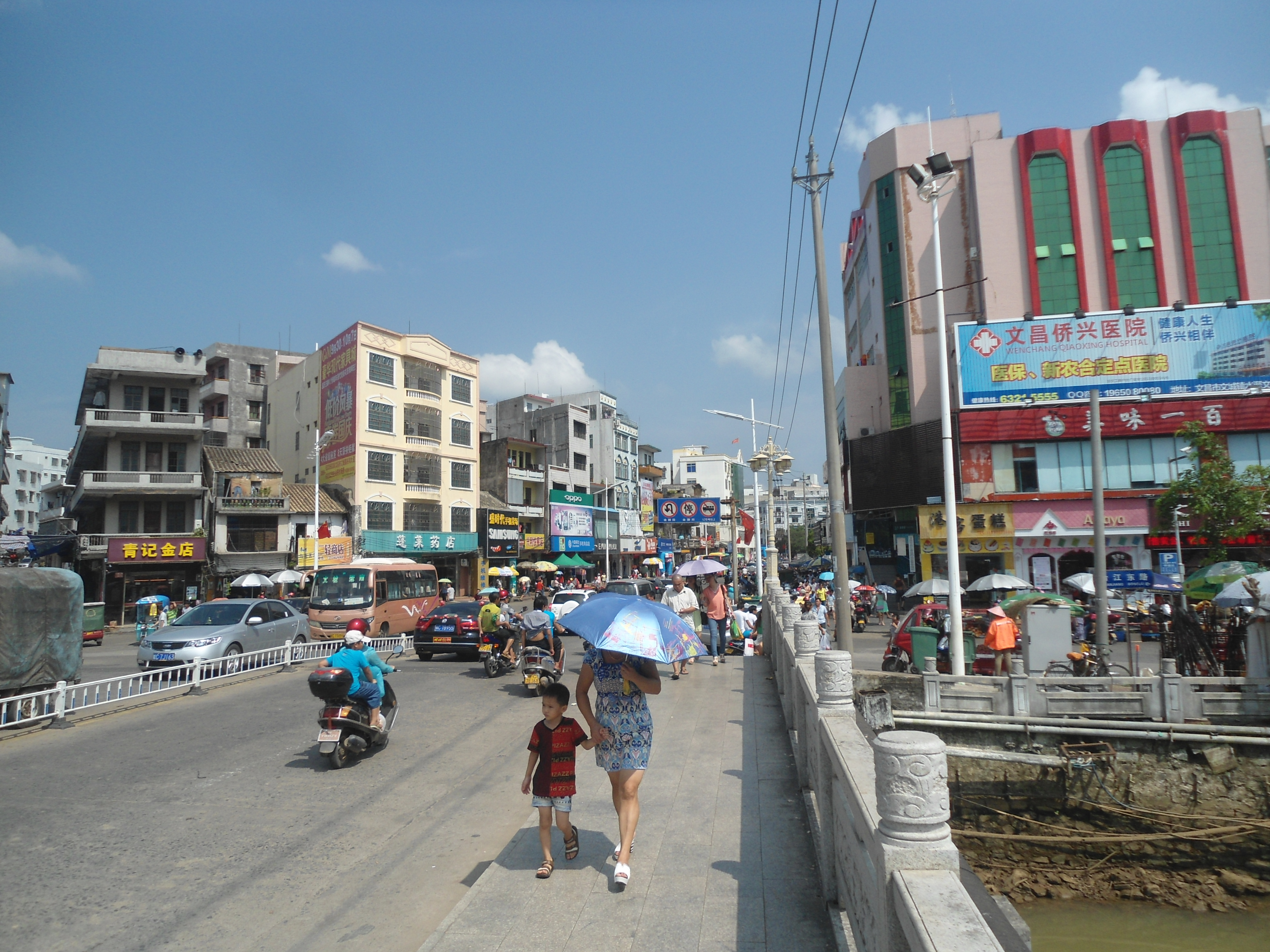
市街地の様子

文昌は前110年、前漢の武帝により紫貝県が設置されたことに始まる。629年に「偃武修文」の願いを込め文昌県に改称され現在の名称となり、1995年11月17日に県級市に昇格し現在に至っている。
文昌は古くからマレーシアをはじめとして東南アジアなど海外へ移民する人が多く、海南省出身の華僑の主要な出身地になっている。シンガポールに住む海南人の大部分は文昌にルーツをもつ。また19世紀末から20世紀初頭にかけて活躍した客家の宣教師・実業家の宋耀如（宋靄齢・宋慶齢・宋美齢の「宋氏三姉妹」の父親）も文昌出身である。

## 文化
東南アジアや香港でよくみられる海南鶏飯（海南風チキンライス）は、文昌出身の華僑たちが持ち込んだ文昌鶏という当地の名物料理が元になっているとみられる。

## 宇宙事業
文昌は文昌衛星発射場の所在地である。1970年代に人工衛星打ち上げを計画した中国政府は、国土の最南端の赤道に近く、東側は海に面し発射事故の際の被害を最小限に抑えることが出来る文昌を理想的な射場の候補地としていた。しかし冷戦体制下、海岸線に近く敵軍の上陸による占領の可能性を指摘された文昌は候補地から外され、四川省の西昌衛星発射センターや甘粛省・内モンゴル自治区の境の酒泉衛星発射センター、山西省の太原衛星発射センターなど内陸部にロケット発射場が建設された。文昌には弾道ミサイルの観測所がおかれたが、1990年代以降宇宙センター建設が進み、2014年に文昌衛星発射場が完成した。

## 行政区画
下部に17鎮を管轄する
- 文城鎮、重興鎮、蓬莱鎮、会文鎮、東路鎮、潭牛鎮、東閣鎮、文教鎮、東郊鎮、竜楼鎮、昌灑鎮、翁田鎮、抱羅鎮、馮坡鎮、錦山鎮、鋪前鎮、公坡鎮

## 友好交流
| 友好都市                   | 締結日期             |
| -------------------------- | -------------------- |
| バラデーロ                 | 2000.09.26           |
| ステラカム（ワシントン州） | 意向書を締結している |
| ギズボーン                 | 意向書を締結している |

## 交通

### 鉄道
- 中国鉄路総公司
  - 海南東環鉄道

（三亜方面）- 文昌駅 -（海口方面）

### 道路
- 高速道路
  - 海瓊高速道路
- 国道
  - G223国道